# Záhorská Bystrica
Pour les articles homonymes, voir Bystrica.
Záhorská Bystrica (allemand : Bisternitz , hongrois : Beszterce) est un quartier de la ville de Bratislava.

## Histoire
Première mention écrite du quartier en 1254.

## Démographie

### Évolution de la population
| Année:               | 1994. | 2004.    | 2014.    | 2024.    |
| -------------------- | ----- | -------- | -------- | -------- |
| Nombre de personnes: | 1809  | 2398     | 4302     | 7730     |
| Différence:          |       | +32,55 % | +79,39 % | +79,68 % |

| Année:               | 2023. | 2024.   |
| -------------------- | ----- | ------- |
| Nombre de personnes: | 7564  | 7730    |
| Différence:          |       | +2,19 % |

## Politique
| Nom              | Parti politique      | date de l'élection | Fin du mandat |
| ---------------- | -------------------- | ------------------ | ------------- |
| Vladimír Kubovič | SMER,ĽS-HZDS,SNS,SZS | 02.12.2006         | Déc. 2010     |